# Kortstjärtad vidafink
Kortstjärtad vidafink (Euplectes axillaris) är en fågel i familjen vävare inom ordningen tättingar.

## Utseende och läten
Hane i häckningsdräkt är den enda lilla (15-17 cm) och kortstjärtade vidafinken med röd skulderfläck och orangebeige större täckare. Den kan dock förväxlas med andra, mer långstjärtade arter på väg in i häckningsdräkten när de har kortare stjärt. Utanför häckningstid behåller hanen svarta handpennor och röda skuldror. Honan är kraftigt streckad ovan, med kastanjebrun anstrykning på strupe, bröst och ansikte samt rödaktiga skulderfläckar. Under spelet sprider hanen ut stjärten och yttrar olika kvittrande ljud.

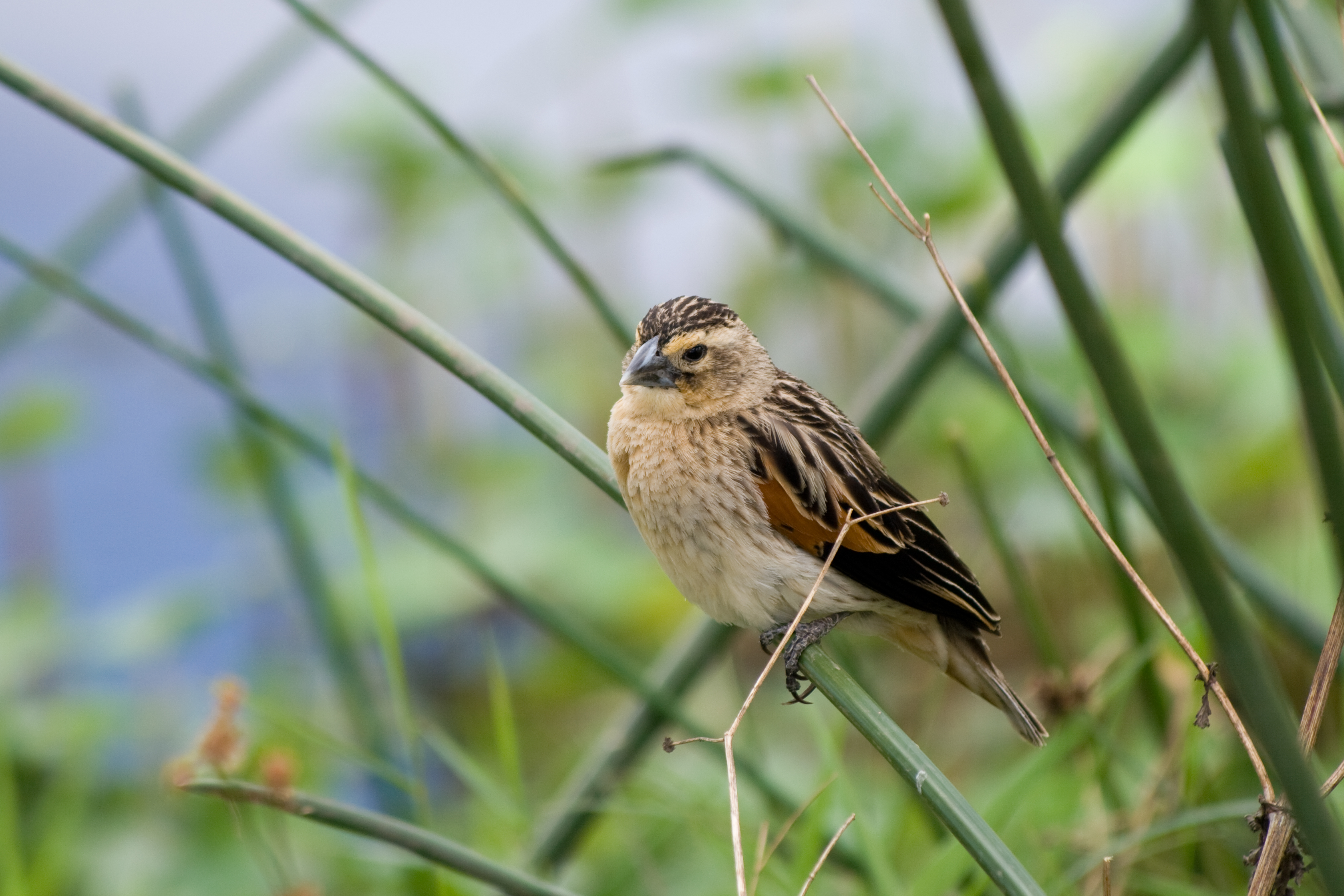
Hona i Tanzania.

## Utbredning och systematik
Kortstjärtad vidafink delas in i fem underarter med följande utbredning:
- Euplectes axillaris bocagei – förekommer från Västafrika till Angola, sydvästra Demokratiska republiken Kongo, norra Botswana och Namibia
- Euplectes axillaris traversii – förekommer i högländerna i Etiopien
- Euplectes axillaris phoeniceus – förekommer i sydöstra Sudan, Sydsudan och västra Etiopien söderut genom östra Demokratiska republiken Kongo, Uganda och  västra Kenya till östra Zambia och norra Malawi
- Euplectes axillaris zanzibaricus – förekommer i kustnära Somalia, Kenya och Tanzania
- Euplectes axillaris axillaris – förekommer från Malawi och södra Moçambique till östra Sydafrika

Tillfälligt har den setts i Spanien, men den anses osannolikt att den nått dit på naturlig väg.

## Levnadssätt
Kortstjärtad vidafink hittas i fuktiga och högväxta gräsmarker, även i vass och papyrus. Födan består av olika sorters gräsfrön. Fågeln häckar i september och oktober i Västafrika och Etiopien, augusti i Sudan och augusti–oktober i Somalia. Arten är huvudsakligen stannfågel.

## Status och hot
Arten har ett stort utbredningsområde och en stor population med stabil utveckling och tros inte vara utsatt för något substantiellt hot. Utifrån dessa kriterier kategoriserar internationella naturvårdsunionen IUCN arten som livskraftig (LC). Världspopulationen har inte uppskattats men den beskrivs som vanlig.